# 多哈迪拜塔
多哈迪拜塔是一座位於卡塔爾多哈海濱路的摩天大樓，其尚處於在建過程中，預計建成后高度將達400（1,300英尺），並將會成為卡塔爾最高建築。其工程因為金融危機而延期。

## 外部連結
- Official Website
- Skyscraperpage entry（页面存档备份，存于）